# الأوقاف في الجزائر
الأوقاف في الجزائر الجزائر كغيرها من البلدان الإسلامية نشأ الوقف فيها منذ القِدَم، وعَرَف المجتمع الجزائري الوقف وتعامل به منذ وطأت أقدام الفاتحين الإسلاميين أرض الجزائر المسلمة، ولعلَّ من أقدم الأوقاف في الجزائر مسجد سيدي غانم، والذي يرجع تأسيسه إلى منتصف القرن الأول الهجري؛ إذ كان الفاتحون المسلمون كلما وصلوا إلى منطقة أسَّسوا بها مسجداً؛ لأنه مؤسسة دينية تعليمية تربوية، وفي العهد العثماني نمى وتوسَّع وازدهر، حتى أصبح قوة اجتماعية تكافلية وتنموية واقتصادية بين أبناء الشعب الجزائري، ثم جاء عهد الاحتلال الفرنسي، وكانت الأوقاف منذ اللحظات الأولى للاستعمار هدفاً لاعتداءته؛ إذ عمل على تأميمه وتخريبه، ولم يقتصر الوقف في الجزائر على الرجال، دون النساء، فقد ذكر المؤرخين نماذج من النساء التي أوقفت أملاكهن بمختلف أنواعها، وكان للأوقاف الجزائرية مساهمات في شتى مجالات الحياة.

## نشأة الأوقاف الإسلامية في الجزائر وتطورها
يمكن تقدير منشأ الأوقاف في الجزائر، أو فيما كان يسمى بالمغرب الأوسط إلى ما بعد الفتح الإسلامي لشمال أفريقيا على يد الفاتح عقبة بن نافع الفهري، فمنذ الفتح الإسلامي للشمال الأفريقي نشأت المؤسسة الوقفية الجزائرية ونَحَت في مسيرتها المنحى والمسار التنموي، ودعم قيم التكافل والتضامن الاجتماعي، واستمرت الأوقاف في نموها، وتوسع الجزائريون في الممارسة الاجتماعية لنظام الوقف جيلاً بعد جيل، يتسابقون في أعمال الخير بدءاً ببناء المساجد، وتحبيس العقارات لها لتأمين خدمتها وخدماتها العلمية والدراسية، ثم توسع الوقف ليشمل الأراضي والبساتين والمحلات وشتى الأملاك مما كان يدر عائدات معتبرة، توجه لتمويل مساحة هامة من النشاط الاجتماعي والثقافي والعلمي، إضافة إلى دورها البارز في تمتين شبكة التضامن، والتكافل الاجتماعي.
وعند امتداد الحكم العثماني إلى شمال إفريقيا وفي الجزائر بالأخص، قام بنشر نظام خاص للأوقاف مجسدًا في عدة صور، تقوم على تنظيمه وإدارته هيئات خاصة، قد تختلف حسب اختلاف طبيعة وصفة ذلك الوقف، كما كلف مسيرون ومشرفون على إدارة هذه الأوقاف بموجب تنظيم إداري داخلي تتحكم فيه عدة معطيات، كل هذا كان من أجل حماية الأوقاف وتشجيعها للصالح العام وهو ما كان سبباً في تكريس نظام لإدارة الأوقاف بصورة كبيرة في الجزائر، والتي أصبحت كموروث تراثي وإسلامي محض يُستغل أغلبها إلى الآن، كل هذا جعل من المنظم الجزائري بعدها يجسد ذلك بموجب استحداث قانون خاص بالأوقاف وهو القانون رقم 91-10 الذي جاء بهيكل تنظيمي وإداري يسهر على حماية الأوقاف وإدارتها مسيراً بوزارة خاصة وبتنظيم إداري على مستوى مختلف المصالح الإدارية التابعة لها.

## الأوقاف في الجزائر بعد الفتح الإسلامي
من أبرز الأوقاف الأولى في الجزائر (مسجد سيدي غانم الأثري في مدينة ميلة العتيقة)، ويُعَد هذا الوقف من أقدم الأوقاف في الجزائر، وثاني مسجد في أفريقيا بعد جامع القيروان بتونس، وقد بني هذا المسجد في عهد القائد أبي المهاجر دينار سنة: (59-60هـ) مع دار الإمارة، وقد تعرض المسجد على مر الزمن إلى الكثير من التغيير والتجديد، وربما التحويل الكلي خاصة في عام: (378هـ) على إثر الحملة التي قادها المنصور بن علي الفتوح على مدينة ميلة، وتركها خراباً، غير إن العنصر الذي حافظ على أصالته هو المحراب، وإن جُدِّد فمكانه لم يتغير.
ومن المؤسسات الوقفية الأولى: (مؤسسة الحرمين الشريفين)، فهي تعود إلى ما قبل العهد العثماني، وتؤول أموال أوقافها إلى فقراء مكة والمدينة، فتوجه تارة بالبر مع قافلة الحجاج، وتارة بحراً إلى الوكالة الجزائرية بالإسكندرية في سفن إسلامية أو نصرانية، ومنها إلى الحرمين الشريفين، وقد حظيت مؤسسة الحرمين بأغلبية الأوقاف في مدينة الجزائر، حيث استمدت أهميتها من المكانة السامية التي كانت تحتلها الأماكن المقدسة في نفوس الجزائريين.

## الأوقاف في الجزائر خلال العهد العثماني
انتشرت المؤسسات الوقفية في الجزائر بكثرة أثناء تواجد الأتراك فيها؛ حيث عملوا على ذلك في كل الدوائر الإدارية التابعة للحكم العثماني في الفترة الممتدة بين أواخر القرن الخامس عشر الميلادي حتى مستهل القرن التاسع عشر، كما اتصفت هذه الفترة بازدياد الطرق الصوفية والزوايا، خاصة في المدن أينما كان هناك ما يسمى الوقف الأهلي، والذي تتقاسمه المؤسسات الدينية، أما في الأرياف فقد كان يسودها الوقف الخيري؛ إذ كان يعود مردودها للمساجد والزوايا، وما يلاحظ أنه في سنة 1750م تضاعفت الأوقاف اثني عشرة مرة مقارنة بـسنة1600م حتى أصبحت تشكل الأوقاف 66% من مجموع الممتلكات العقارية و الزراعية، ومن خلال هذا يلاحظ بأن للعثمانيين آنذاك دور هام في تكريس نظام الأوقاف في الجزائر عبر عدة دوائر إدارية، ونظراً لأهميتها في الحياة الاجتماعية للجزائريين أصبح الإلتزام بها ضروري، وهذا ما أدّى بتطور نظامها (الأوقاف) بسرعة وجيزة وبنسبة لابأس بها خلال 150سنة.
كما ساهمت عدة عوامل في انتشار الوقف في الجزائر، فبالإضافة إلى الوازع الديني، وحب الخير، والعلم وإصلاح المجتمع، كانت هناك عوامل أخرى من بينها: رغبة المحبسين في توفير مصدر رزق دائم لأفراد أسرهم، وحفظ حقوق اليتامى، والأرامل والقصر... بالإضافة إلى العامل الرئيسي وهو كون الوقف صدقة جارية تبقى في ميزان حسنات الأشخاص المساهمين في ذلك.

## الأوقاف في الجزائر خلال عهد الاحتلال الفرنسي
سعت الإدارة الاستعمارية الفرنسية في الجزائر، منذ الأيام الأولى للاحتلال إلى العمل وفق سياسة تدريجية ماكرة إلى فَرْنَسَةِ ما تعلق بنظام الأوقاف، الذي مثل أبرز مصادر التمويل التي كان يعتمد عليها الجزائريون حينها؛ حيث عمدت إلى وضع تشريعات أو قوانين بهدف زعزعة وتغيير مجموع القيم، الأعراف والمبادئ التي كان يَحْتَكِمُ إليها المجتمع الجزائري في هذا المجال التشريعي، وهو ما انعكس سلبًا على مختلف مناحي الحياة؛ الاجتماعية، والاقتصادية، والتعليمية وكذا الدينية.
ومنذ عام: (1830م) أصبحت الجزائر وجهة جديدة لموجات من الهجرة الأوروبية والفرنسية بدلاً عن العالم الجديد، ولتسهيل عملية توطين هؤلاء سعت الإدارة الاستعمارية إلى تنظيم المسألة العقارية، وخلق فضاء عقاري يستوعب هذا الكمّ الهائل وفق ترسانة من التشريعات العقارية، خاصة في السنوات الأولى للاحتلال.
وانتهج الإحتلال الفرنسي سياسة التوسع في الأراضي الجزائرية لتصبح فرنسية، ولتحقيق هذا، وضع خطة واضحة المعالم معتمد في البداية على سن القوانين والمراسيم التي تمكنه من ذلك، وقد وجَدَت السلطات الاستعمارية في الأوقاف بمختلف مؤسساتها إلى جانب كثرتها؛ حجر عثرة أمام سياسة التوسع الاستعماري في الجزائر؛ نظراً لطبيعة الأملاك الوقفية من خلال عدم جواز التصرف فيها بنقل ملكيتها ولا توريثها.
وليس أدلّ على موقف الإدارة الفرنسية في مؤسسات الوقف الذي كان سائداً آنذاك من رأي الكاتب الفرنسي: "BLANQUI " الذي كان يرى في الحبوس –الأوقاف-، عقبة كؤود في طريق المشاريع الكبرى، التي يمكنها وحدها من تطوير المناطق الاستيطانية التي استولت عليها الجيوش الفرنسية.
واستمرت إدارة الاحتلال الفرنسي في إصدار المراسيم والقرارات والمنشورات واللوائح، وهدفها الوحيد السيطرة على الأوقاف؛ حتى بدأ ظهور الوعي الوطني الجزائري والنضال السياسي، بدأت المطالبة بالحقوق الدينية والإنسانية والسياسية، ولذلك اهتمت جمعية علماء المسلمين الجزائريين خصوصاً بهذه الحقوق، وعلى رأسها رد الأوقاف الإسلامية إلى المجتمع الجزائري، وبالفعل نجحت المطالبات الشعبية والسياسية في صدور قرارات لصالح الأوقاف الإسلامية.

## الأوقاف في الجزائر خلال العهد الحديث
تبدأ هذه المرحلة من بعد الاستقلال، وبعد جلاء المستعمر الفرنسي عن أرض الجزائر، تم رفع اليد عن الممتلكات الوقفية، إلا أنها كانت في وضعية كارثية، فقد تم طمس هوية الوقف في الجزائر، مما صعب عملية حصرها واسترجاعها، وباعتبار الدولة الجزائرية دولة فتية آنذاك فلم تصدر قوانين تنظم وتحصر الأملاك الوقفية، بل بقيت القوانين الفرنسية سارية المفعول مما أسهم في إقصاء الأوقاف من ساحة العمل الاجتماعي.
ولم تهتم الحكومة الجزائرية بالوقف والعناية به؛ إلا في التسعينيات من القرن الماضي، حيث تعرضت أملاك الوقف إلى تجاوزات، فتم الاستيلاء على الكثير من الأوقاف من طرف الخواص ومؤسسات عمومية، فاستدرك المشرع الجزائري الثغرات القانونية الخاصة بالأوقاف، فخصص مجموعة من القوانين التنظيمية لتسيير أمور الوقف، وتأسيس هيئة إدارية مركزية تشرف على تسيير الأوقاف وحمايته من الاندثار والتهاون، فسنت قوانين تحدد شروط إدارة الأملاك، ونظارة الأملاك الوقفية، والأجهزة الإدارية الوقفية التابعة لناظر الأوقاف، وشروط تعيينه وحقوقه وصلاحياته.
وبعد ذلك سعت وزارة الشؤون الدينية والأوقاف للنهوض بالأملاك الوقفية عن طريق مصالحها، وقامت باتخاذ عدة إجراءات منها، حصر الأملاك الوقفية من خلال إعداد بنك معلومات للحظيرة الوقفية تخص السكنات الوقفية، المحلات التجارية والأراضي الفلاحية، وقامت بتأسيس بطاقات عقارية لتسيير الأملاك الوقفية، و أسندت مهام جرد الأملاك الوقفية وشطبها إلى لجان خاصة، بذلك تكون على المستوى المحلي، كما تمكنت من خلال عملية البحث عن الأملاك الوقفية بالتنسيق مع مصالح وزارة المالية من اكتشاف واسترجاع الكثير منها وتسوية وضعيتها من الناحية القانونية.

## أوقاف المرأة في الجزائر
وقد كان للنساء في الجزائر دورٌ كبير في المساهمة في الأوقاف؛ إذ اشتركت فيها فئات مختلفة يمثلون أزواج وبنات وأقارب الفئة العسكرية والإدارية للطبقة الحاكمة التركية، ونساء وبنات العلماء والحرفيين والتجار، ونساء أخريات لا نعرف عنهنّ سوى عطائهم الخيري، وتؤكد الوثائق الشرعية أن عدداً كبيراً من بنات وأزواج وأقارب الفئة العسكرية والإدارية، كانت تساهم في الأوقاف، بالإضافة إلى نساء الفئات الأخرى، ومن هذه النساء:
1. خديجة بنت عبد السلام: أوقفت بستاناً يقع بفحص محبر خارج باب عزون، وقفاً أهلياً، وذلك سنة: (1556م)، ثم يعود لصالح فقراء الحرمين الشريفين.[20]
2. والولية حليمة ابنة غانم: حبست جنة وقفاً أهلياً، وذلك سنة: (1050هـ - 1641م)، ثم يعود لصالح الحرمين الشريفين.[21]
3. وزكية ابنة مراد: حبست جنة بعين الربط ناحية باب عزون، وقفاً أهلياً، وذلك سنة: (1067هـ - 1657م)، ثم يعود لصالح فقراء الحرمين الشريفين.[22]
4. وعائشة ابنة الحاج رمضان: حبست دار أسفل عين الحمراء بمدينة الجزائر وقفاً أهلياً، وذلك سنة: (1081هـ - 1671م)، ثم يعود لصالح الحرمين الشريفين.[23]

كما اشتهرت نساء أُخريات بالبذل والعطاء، خاصة بالنسبة للنساء التي تنتمي إلى الطبقة الحاكمة، وأسر أصحاب الوظائف الاقتصادية من العنصر الأندلسي، وسكان الحضر من الجزائريين، والأسر التي تنتمي إلى الوظائف الدينية كبنات العلماء، وهذا الأمر سَمَحَ للعديد من النساء بوقف أملاكهن، كما حرصت البعض منهن على الانتفاع بمردود أوقافهن.

## مساهمة الأوقاف في تمويل التعليم بالجزائر
كان الجزائريون يعتنون كثيراً بالتعليم، فلا تجد مدينة أو قرية ليس فيها مدرسة أو مسجد أو زاوية أو كتاب لتعليم القرآن والقراءة والكتابة والعلوم الدينية، لكن لم تكن هناك مؤسسة تشرف عليه خلال العهد العثماني، رغم ذلك ساهمت مؤسسة الأوقاف على العناية به من خلال تخصيص جزء من عائدتها للنفقة على نشاط المساجد من خلال دفع أجور الخطباء والأئمة والمؤذنين والمدرسين، كما كان لطالب العلم نصيب من هذا الاهتمام حيث خصصت له منحة شهرية لتشجيعه على إكمال الدراسة ، كما كان لها دور في بناء المؤسسات التعليمية و صيانتها لضمان استمرار نشاطها التعليمي خاصة المساجد والكتاتيب، وضمان استمرار نشاطها التعليمي.

## الحماية القانونية للملكية الوقفية في الجزائر
ساهم الوقف كغيره من مشاريع الخير في غرس الحب والتآخي والإنسانية في النفوس، فهو يحول الملكية من الخصوصية إلي العمومية، وقد تطورت أهمية الوقف مع تطور المجتمع والحياة اليومية، هذا التطور الذي قد تتطور معه مظاهر سلبية في المجتمع كالاعتداء على هذه الأملاك الوقفية والتي منها الملكية العقارية، هذا الاعتداء ليس بالظاهرة الجديدة بل هي قديمة مرتبطة بطبع الإنسان وسلوكياته، ولذلك فقد انتبه المشرع الجزائري لهذا فوجدنا الوقف عموما قد حظي بحماية القانون له في الجزائر من خلال القانون 91/10 المتعلق بالأوقاف المؤرخ في 27/4/1991م وكذا من خلال المرسوم التنفيذي رقم 98/381 المؤرخ في 1/12/ 1998م المحدد لشروط إدارة وتسيير الأوقاف وحمايتها وكيفيات ذلك.

## الحماية القانونية للوقف
لم تكتف المنظومة التشريعية في الجزائر بلعب دور هام في حماية الملكية العقارية العامة منها والخاصة، بل امتدت تلك الحماية إلى الأملاك الوقفية، باعتبار أن حماية الملك الوقفي مسألة حيوية من شأنها المساهمة في تشجيع المتبرعين على الإقبال على وقف أموالهم، ويمكن التركيز على ما ورد في بعض القوانين.

### الحماية في القانون المدني
إن القانون المدني باعتباره الشريعة العامة كان سباقا إلى تقرير حماية استثنائية للأموال العامة حيث خصها بقواعد الحماية الثلاثية في المادة 689، وقد تدارك المشرع ما كان تجاهله عند صدور الأمر 75-58 المتضمن القانون المدني، حيث أن الوقف باعتباره عقد تبرع ينشأ باتجاه إرادة الواقف للتبرع بماله أو بجزء منه على جهة من جهات البر تقربا لله تعالى فهو عندئذ تصرف مدني، وبسط بذلك حماية قانونية كاملة على الأملاك الوقفية بنفس درجة الحماية المقررة للأموال العامة دون تمييز.

### الحماية في قانون التوجيه العقاري للأملاك الوقفية
1. تجسيد الوجود القانوني لهذه الأملاك بالاعتراف بها صنفا مستقلا من أصناف الملكية إلى جانب ملكية الخواص والأملاك الوطنية، حيث نصت المادة 23 منه على" تصنف الأملاك العقارية على مختلف أنواعها ضمن الأصناف القانونية الأتية:
  - الأملاك الوطنية
  - الأملاك الخاصة
  - الأملاك الوقفية.
2. تعريف الأملاك الوقفية في المادة31 منه مؤكدا على صفة الدوام والطابع الخيري للوقف، وهو ما يحصن هذه الأملاك ضد كل محاولة لإنهائها أو تغييرها.
3. إلغاء الأمر71-73 المتعلق بالثورة الزراعية الذي سبب مآسي جمة، حيث أممت في ظله الكثير من الأملاك الوقفية.[27]
4. فتح باب استرجاع الأراضي الوقفية التي أممت في إطار الأمر71-73 إلى أصحابها الأصليين.[30][31]

## قوانين ومذكرات وقفية في الجزائر

### حصر الأملاك الوقفية
فقد نصت المادة 8 من قانون الأوقاف على استحداث سجل عقاري خاص بالأملاك الوقفية لدى المصالح المعنية بأملاك الدولة والحفظ العقاري، واشعار السلطة المكلفة بالأوقاف بذلك، حيث صدر المرسوم51-03 المؤرخ في4/2/2003م ونصت المادة 4 منه على أن تحديد شكل ومحتوى هذا السجل يتم بموجب قرار وزاري مشترك بين الوزير المكلف بالأوقاف ووزير المالية، وقد توجت هذه العملية بإنشاء بطاقة وطنية للأملاك الوقفية تبعا للتعليمة الوزارية رقم 143 المؤرخة في 3/8/2003م.

### البحث عن الأملاك الوقفية
أصدرت الوزارة مجموعة من المناشير والمذكرات، منها المذكرة رقم 135 المؤرخة في 23/10/1994م والمتعلقة بكيفية البحث عن الأملاك الوقفية، والمنشور رقم 56 المؤرخ في 5/8/1996م المتعلق بتوسيع دائرة الاهتمام بالأملاك الوقفية.